# Padang Panjang (Alor Timur)
Padang Panjang is een bestuurslaag in het regentschap Alor van de provincie Oost-Nusa Tenggara, Indonesië. Padang Panjang telt 700 inwoners (volkstelling 2010).